# Madon
De Madon (le Madon) is een Franse rivier in de regio Grand Est en ontspringt in de bergen van de Vogezen, aan de voet van de Ménamont. De lengte is 98 km.
Bainville-aux-Saules, Mirecourt, Haroué en Pulligny zijn de belangrijkste plaatsen waar de rivier door heen stroomt.
De Madom stroomt in de Moezel bij Pont-Saint-Vincent (bij Nancy).

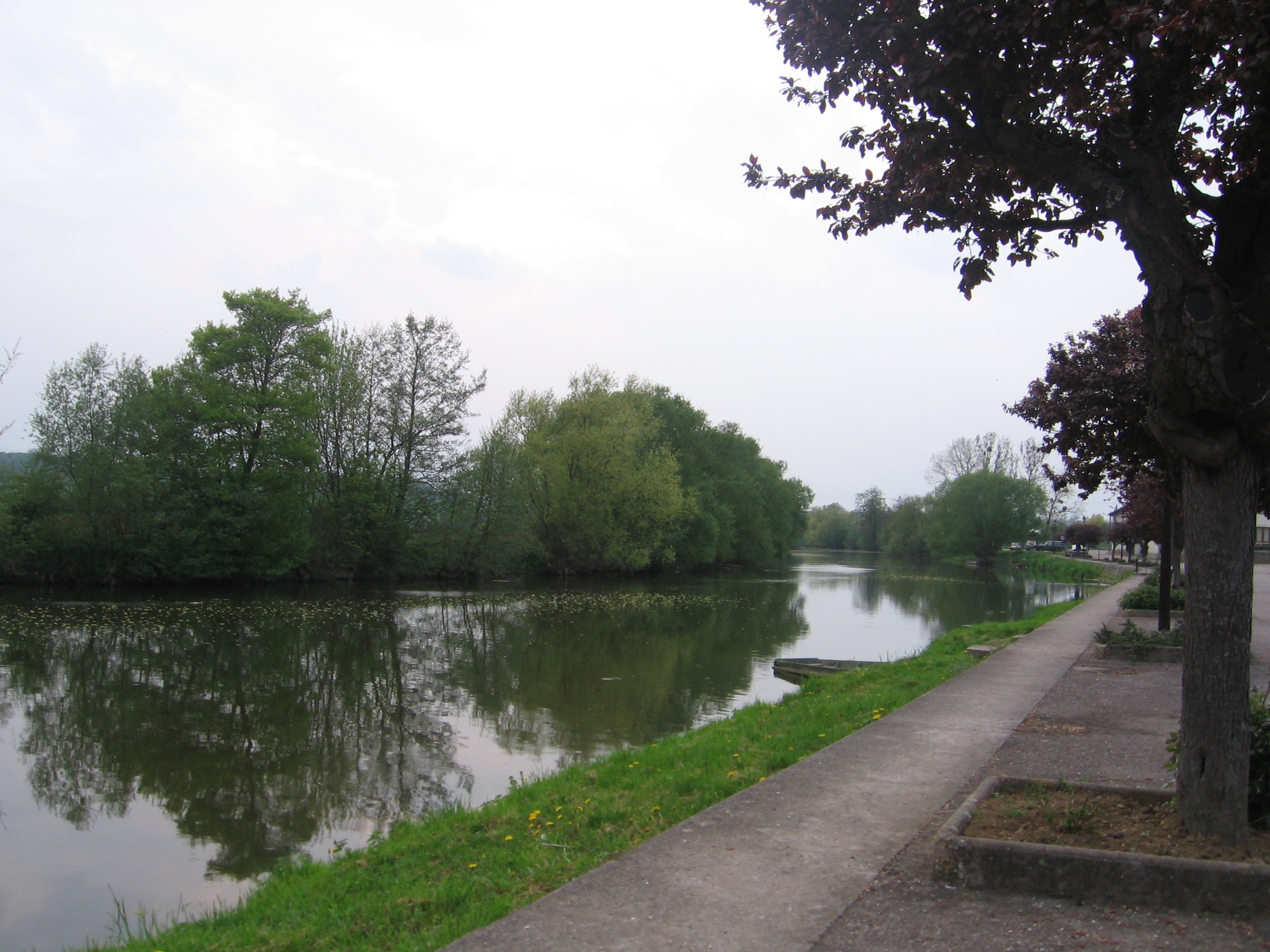
Madon bij Haroué